# 3531 Cruikshank
3531 Cruikshank eller 1981 FB är en asteroid i huvudbältet som upptäcktes den 30 mars 1981 av den amerikanske astronomen Edward L.G. Bowell vid Anderson Mesa Station. Den är uppkallad efter Dale Cruikshank.
Asteroiden har en diameter på ungefär 8 kilometer.